# Laura Zapata
Laura Guadalupe Zapata Miranda (Ciudad de México, 28 de julio de 1952) es una actriz mexicana.

## Vida personal
Es hija de Guillermo Zapata Pérez de Utrera (deportista, exboxeador, Míster México, modelo y empresario mexicano) y Yolanda Miranda Mange. Sus hermanas son la arqueóloga Federica Sodi Miranda, la escritora Ernestina Sodi, la pintora Gabriela Sodi Miranda y la cantante Thalía.

### Secuestro
Fue secuestrada en septiembre de 2002. Su hermana menor Thalía está casada con Tommy Mottola por lo cual se creyó que pedirían una gran suma por su rescate. Laura fue liberada a los 18 días para negociar la vida de su media hermana Ernestina 16 días después.
En enero de 2004, volvió a ser noticia por querer realizar una obra sobre el secuestro, más tarde prefirió decantarse por otra obra basada en el grupo Menudo. Pero al final se estrenó en 2005.

## Filmografía

### Telenovelas
| Año       | Telenovela                        | Personaje                           |
| --------- | --------------------------------- | ----------------------------------- |
| 2017      | El bienamado                      | Bruna Mendoza                       |
| 2014      | La gata                           | Lorenza de Martínez-Negrete         |
| 2010      | Zacatillo, un lugar en tu corazón | Miriam Solórzano Lozano de Gálvez   |
| 2008-2009 | Cuidado con el ángel              | Onelia Montenegro Vda. de Mayer     |
| 2005-2006 | Soñar no cuesta nada              | Roberta Pérez de Lizalde            |
| 2001      | La intrusa                        | Maximiliana Limantour de Roldán     |
| 2001      | Mujer bonita                      | Celia                               |
| 1999      | Rosalinda                         | Verónica del Castillo de Altamirano |
| 1998      | La usurpadora                     | Zoraida Zapata                      |
| 1997      | Esmeralda                         | Fátima Linares Vda. de Peñarreal    |
| 1995-1996 | Pobre niña rica                   | Teresa García Mora de Villagrán     |
| 1992-1993 | María Mercedes                    | Malvina Morantes Vda. de Del Olmo   |
| 1987-1988 | Rosa salvaje                      | Dulcina Linares Vda. de Robles      |
| 1984-1985 | Los años felices                  | Flora                               |
| 1980      | Juventud                          | Modesta                             |
| 1978-1979 | Mamá Campanita                    | Irene Rodena                        |
| 1977-1978 | Acompáñame                        | Karla                               |
| 1977      | La venganza                       | Violeta                             |
| 1977      | Rina                              | Secretaria                          |
| 1974-1977 | Mundo de juguete                  | Chica de secundaria                 |

### Programas
| Año       | Programa                           | Personaje          |
| --------- | ---------------------------------- | ------------------ |
| 2023      | Sálvese quien pueda (docu-reality) | Ella misma         |
| 2023-2024 | Secretos de villanas               | Ella misma         |
| 2023      | ¿Qué dicen los famosos?            | Invitada           |
| 2023      | Top Chef VIP                       | Finalista          |
| 2022      | Music Battles México               | Jueza              |
| 2021      | MasterChef Celebrity México        | Participante       |
| 2013      | Todo incluido                      | Luz María González |
| 2011      | Protagonistas de novela            | Jueza              |
| 1998      | Mucho gusto                        | Conductora         |

### Cine
| Año  | Película                  | Personaje              |
| ---- | ------------------------- | ---------------------- |
| 2012 | Marcelo                   | Sra. Martha            |
| 2002 | Cuatro piernas            | Sole                   |
| 1981 | La cosecha de mujeres     |                        |
| 1980 | Nuestro juramento         | Nancy                  |
| 1979 | La guerra de los pasteles | Azucena                |
| 1978 | Por amarte tanto          | Damiana                |
| 1978 | El patrullero 777         | Señorita en delegación |
| 1976 | Alas doradas              |                        |

## Teatro
| Año  | Obra de teatro                  |
| ---- | ------------------------------- |
| 2016 | Celia, el musical               |
| 2015 | La llamada                      |
| 2012 | El efecto de los rayos gama II  |
| 2010 | No seré feliz pero tengo marido |
| 2009 | 12 mujeres en pugna             |
| 2008 | Vida por amor                   |
| 2005 | Cautiva                         |
| 2002 | La casa de Bernarda Alba        |
| 1982 | El efecto de los rayos gama I   |
| 1980 | Cabaret                         |
| 1977 | Papacito piernas largas         |

## Discografía
| Año  | Álbum de estudio |
| ---- | ---------------- |
| 1993 | Laura Zapata     |

## Premios y nominaciones

### Premios TVyNovelas
| Año  | Categoría            | Telenovela                        | Resultado |
| ---- | -------------------- | --------------------------------- | --------- |
| 2011 | Mejor primera actriz | Zacatillo, un lugar en tu corazón | Nominada  |
| 1993 | Mejor villana        | María Mercedes                    | Ganadora  |
| 1988 | Mejor villana        | Rosa salvaje                      | Ganadora  |

### Premios People en Español
| Año  | Categoría             | Telenovela           | Resultado |
| ---- | --------------------- | -------------------- | --------- |
| 2009 | Mejor Villano/Villana | Cuidado con el ángel | Nominada  |

### Premios de la Agrupación de Periodistas Teatrales (APT).
| Año  | Categoría                             | Obra de Teatro      | Resultado |
| ---- | ------------------------------------- | ------------------- | --------- |
| 2010 | Premio Silvia Pinal a la Mejor actriz | 12 Mujeres en Pugna | Ganadora  |

### Premios de la Asociación de Cronistas y Periodistas Teatrales (ACPT)
| Año  | Categoría                | Obra de Teatro                   | Resultado |
| ---- | ------------------------ | -------------------------------- | --------- |
| 2010 | Mejor actriz de monólogo | No seré feliz, pero tengo marido | Ganadora  |
| 2012 | Mejor actriz de teatro   | El efecto de los rayos gamma     | Ganadora  |